# 灰鹱
灰鹱（学名：Ardenna griseus）为鹱科水薙鳥屬的鸟类，又名灰鸌，俗名灰色水鸟是一種中大型鸌，屬於海鳥家族鹱科。
在紐西蘭，它也以其毛利語名字和羊鳥而聞名，如其近親楔尾鸌（A. pacificus）和澳大利亞短尾鸌（A. tenuirostris）。

## 分類
灰水薙鳥於1789年由德國自然學家約翰·弗里德里希·格梅林正式描述，使用雙名法Procellaria grisea。該鸌在1777年由詹姆斯·庫克在其第二次航行至太平洋的記錄中簡要描述，而在1785年，英國鳥類學家約翰·拉森描述了一個博物館標本。灰水薙鳥現在被歸入1853年由路德維希·賴興巴赫引入的水薙鳥屬（Ardenna）。屬名Ardenna由意大利自然學家烏利塞·阿爾德羅萬迪於1603年用來指稱一種海鳥，種小名grisea是中世紀拉丁語中“灰色”的意思。該物種被認為是單型種，沒有亞種被認可。
它似乎與巨鸌（A. gravis）和短尾水薙鳥特別密切相關，都是鈍尾黑喙的物種，但其精確的親緣關係尚不清楚。無論如何，這三種鸌都是基於線粒體DNA的系統分析，被移入一個單獨的屬（Ardenna），在該屬中的屬於體型較大的。

## 描述

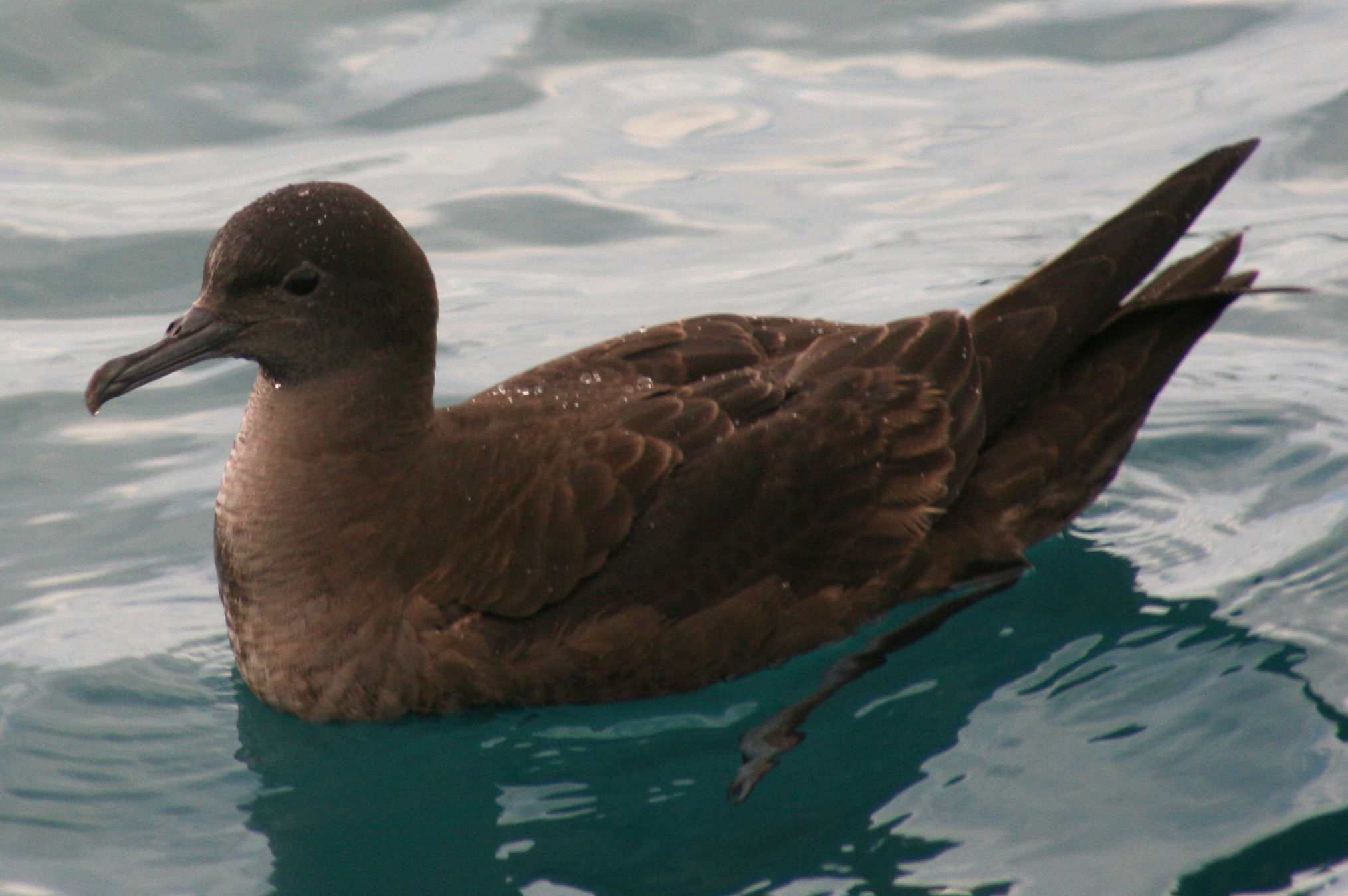
近距離觀察，可欣賞其巧克力色的羽毛。

灰水薙鳥長40—51 cm（16—20英寸），翼展94—110 cm（37—43英寸）。，嘴峰长约47.8毫米，喙宽度约7.8毫米，喙厚度约10毫米，跗蹠长约55.8毫米，尾长约88毫米。
它具有該屬典型的“剪水”飛行方式，剛硬的翅膀幾乎不拍動，從一側傾斜到另一側，翼尖幾乎觸及水面。其飛行強而有力，翅膀保持僵直，給人以一種非常小的信天翁的印象。這種鸌可以通過其深色羽毛識別，這也是其名稱的由來。在較差的觀察條件下，它看起來全黑，但在良好的光線下，它顯示為深巧克力色，翼下中央有一道銀色條紋。
通常很吵鬧，灰水薙鳥在繁殖地會咕咕叫和呱呱叫。
在大西洋中，這是唯一的鸌，而在其範圍內的太平洋部分，還有其他全黑色的大型鸌。特別是短尾，在遠處幾乎無法與本種區分。

## 分佈和棲地

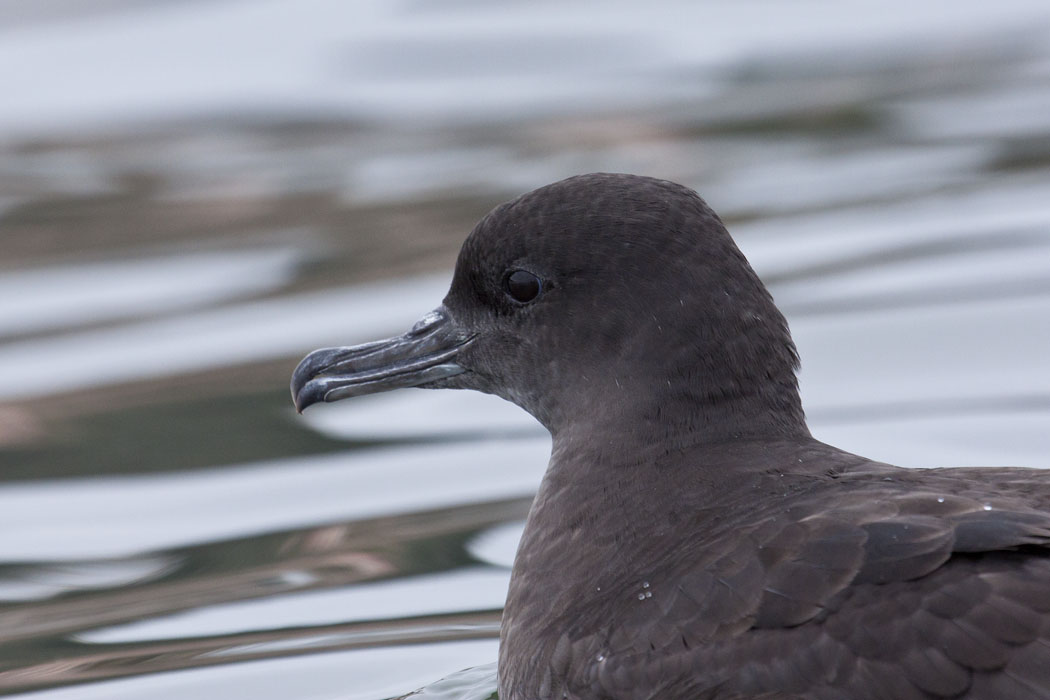
一隻鳥在加州海岸游泳，其上半身

灰水薙鳥在南太平洋和南大西洋的小島上繁殖，主要分佈在新西蘭、福克蘭群島、火地島，以及奧克蘭群島和菲利普島（諾福克島附近）。它們在十月開始繁殖，孵卵約54天。小鳥孵化後，父母會照顧雛鳥86到109天。
它們是壯觀的長距離遷徙者，沿著環形路線遷徙，在繁殖季節結束時（3-5月）向北遷徙，穿越太平洋和大西洋的西側，6-7月達到亞北極水域，然後從西向東穿越，再在9-10月向南返回，11月到達繁殖地。它們並不是以群體遷徙，而是個體遷徙，只有在偶而的情況下才會聚集在一起；例如，1906年6月，兩隻灰水薙鳥在墨西哥的瓜達盧佩島附近被射殺，比大部分群體通過的時間早了幾週。同樣，2004年10月在馬紹爾群島的瓜加林島附近觀察到的許多大型深色鸌，但身份仍然是個謎；它們可能是灰水薙鳥或短尾水薙鳥，但一般認為這兩個物種不會在那個時間通過該地區。
在大西洋中，它們從福克蘭群島（52°S 60°W）北上至北大西洋的60至70°N的北挪威海域，距離超過17,300公里；在太平洋中，有相同或更遠的遷徙距離；雖然太平洋的繁殖地不在南邊（位於新西蘭的35至50°S），但海洋的縱向寬度使得遷徙距離更長。最近的標放實驗證明，在紐西蘭繁殖的個體，一年內行程可達74,000公里，遠及日本、阿拉斯加和加利福尼亞，平均每天超過500公里。
在英國，它們在8月和9月下旬向南移動；在強烈的北風和西北風下，它們可能會偶爾被“困”在狹窄的、幾乎封閉的北海中，重返大西洋的路徑上，可以看到它們在英國東海岸大量向北飛行，重新回到蘇格蘭北部的路徑。

## 生態與現狀

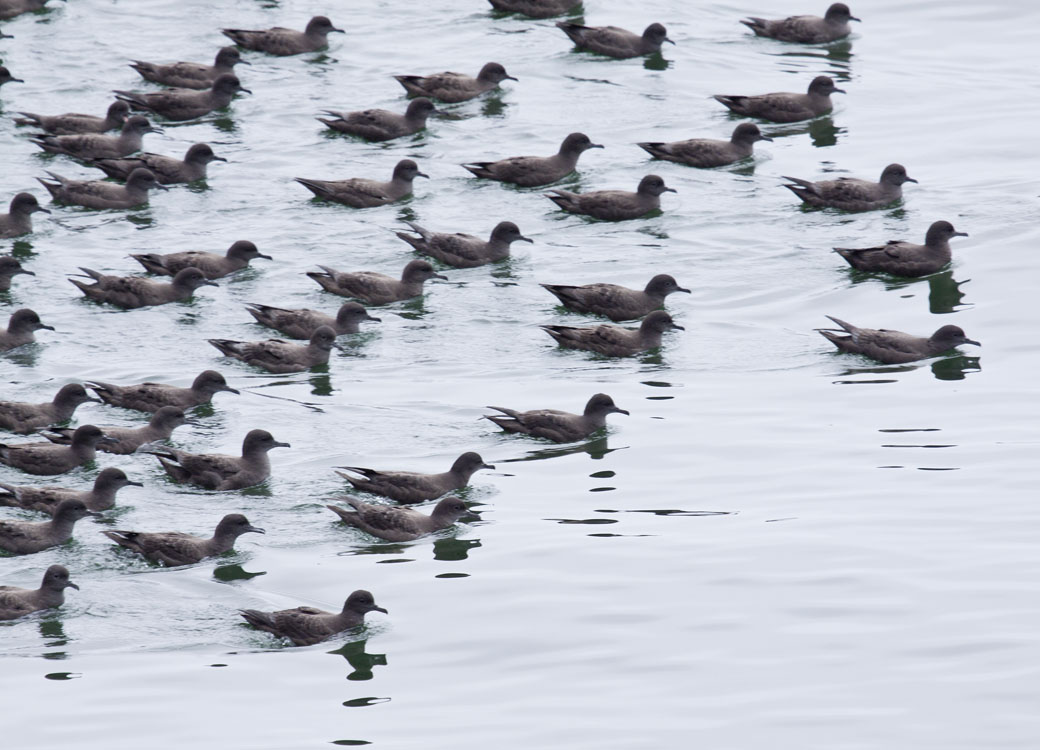
9月時，在美國加州海岸附近一大群動物中的一小部分

灰水薙鳥以魚和魷魚為食。它們可以潛水深達68米尋找食物，但更常見的是在水面上捕食，特別是經常跟隨鯨魚捕捉被其驚擾的魚類。它們也會跟隨漁船，捕捉被扔掉的魚屑。同位素分析顯示，灰水薙鳥和巨鸌的生態角色明顯重疊。
它們在巨大的群體中繁殖，雌鳥產下一顆白色的卵。這些鸌在用植物材料鋪成的洞穴中築巢，只有在夜間才會前往，以避免被大型海鷗捕食。灰水薙鳥的洞穴結構，處於繁殖群體內部和外圍可能有所不同，並受到繁殖空間和棲息地競爭的影響，茂密草叢下的土壤比其他基質更容易挖掘。
在紐西蘭，每年約有250,000隻羊鳥被土著毛利人捕獲以提取油和食用。即將離巢的幼鳥從洞穴中被收集，拔毛，並經常用鹽保存。2022年，氣候變化被認為正在影響w:Ngāi Tahu（毛利部落）這一捕獵文化。
其數量在近幾十年來一直在下降，目前被國際自然保護聯盟列為近危物種。2009年，捕獲量創下歷史新低，一個捕鳥籠平均捕獲接近500隻鳥；而在2009年，這個數字估計接近每籠40隻。

## 希區考克靈感的來源鳥
1961年8月18日，Santa Cruz Sentinel報導在加利福尼亞州北蒙特雷灣的海岸上，目擊到數千隻瘋狂的灰水薙鳥，它們吐出鯷魚，撞向物體，並在街道上死亡。這一事件引起了當地居民亞佛烈德·希區考克的興趣，與英國作家達夫妮·杜穆里埃的關於鳥類行為怪異的故事一起，啟發了希區考克於1963年拍攝的驚悚片鳥，這是一個自然反抗人類的警世故事。該影片現已被列入美國電影學會上世紀前十名驚悚片之列。
科學家在1961年蒙特雷灣船舶調查中收集的海龜和海鳥胃內容物中發現，79%的浮游生物中含有製造毒素的藻類。"我非常確信這些鳥類是中毒了，"路易斯安那州立大學的海洋環境學家西貝爾·巴古說。"所有的症狀都與後來在同一地區發生的鳥類中毒事件極其相似。"
南加州大學的浮游生物專家拉斐爾·庫德拉指出，20世紀60年代初，蒙特雷灣周圍住房繁榮期間安裝的洩漏化糞池可能是罪魁禍首，這些化糞池可能助長了有毒藻類的繁殖。"這在某種程度上是一種自然現象，我們能做的最好的事情就是監測毒素的存在，並治療受影響的野生動物。"